# Île de Vancouver
Pour les articles homonymes, voir Île Vancouver.
L’île de Vancouver (en anglais : Vancouver Island) est une grande île côtière du Nord-Ouest Pacifique d'Amérique du Nord. Elle fait partie de la Colombie-Britannique (Canada). Séparée du Canada continental par trois détroits, c'est la plus grande île de la côte ouest de l'Amérique avec 32 134 km2, soit, à titre de comparaison, une superficie légèrement supérieure à celle de la Belgique.

## Géographie

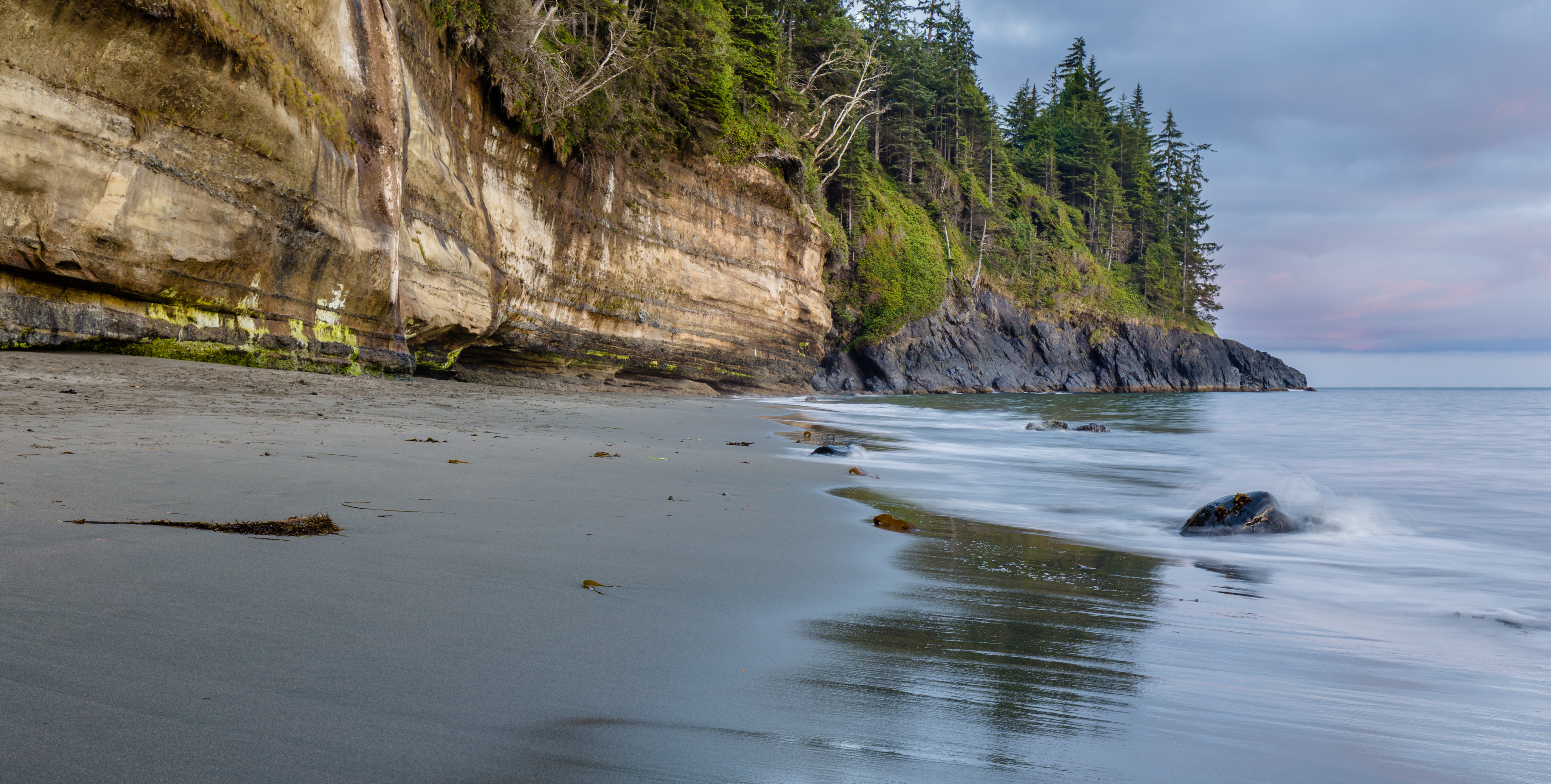
Mystic Beach dans le parc provincial de Juan de Fuca sur l'ile de Vanvouver. Juin 2018.

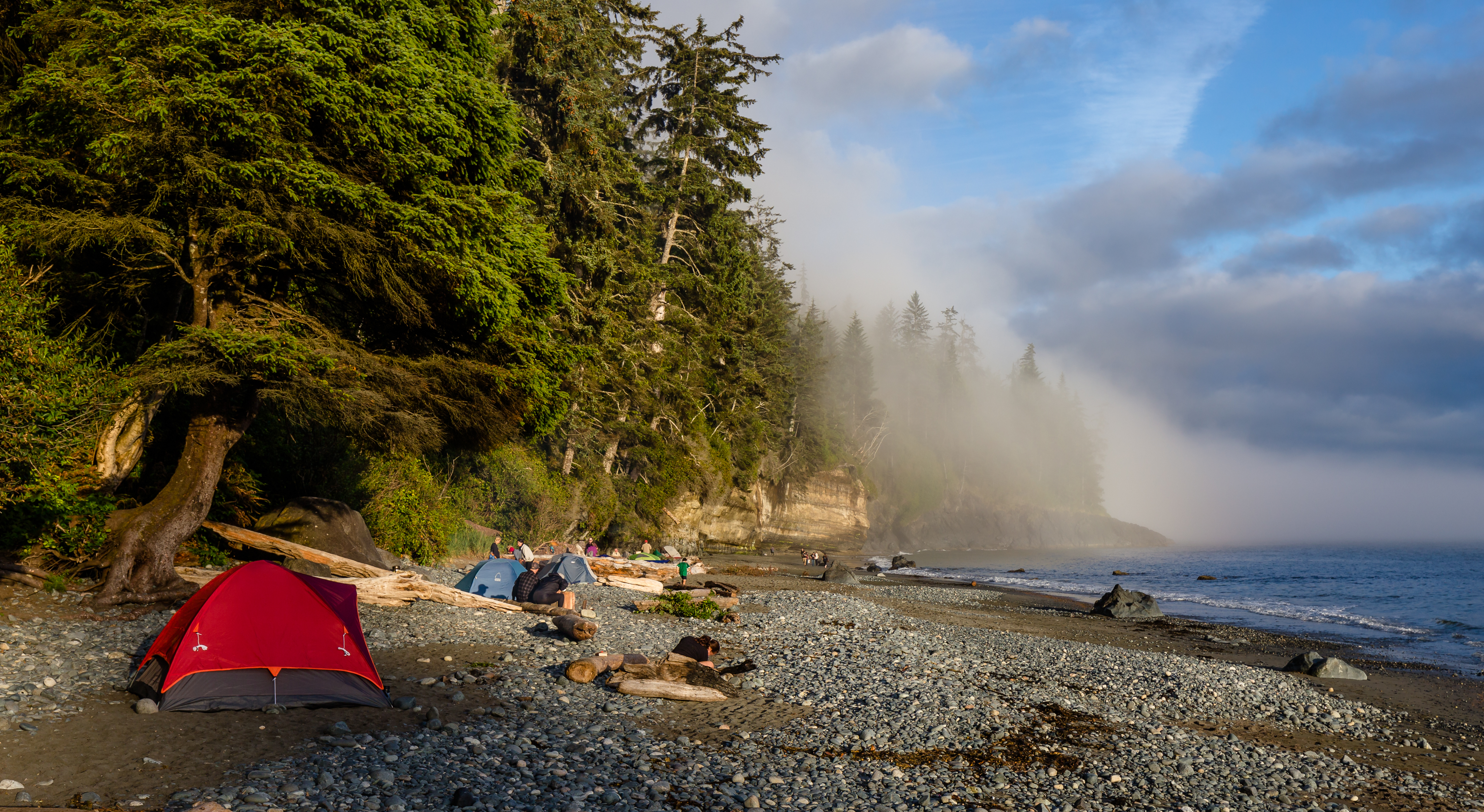
Camping à Mystic Beach. Juin 2018.

Longue de 460 km pour une largeur maximale de 80 km, l'île de Vancouver est la 43e plus grande île au monde, la 11e plus grande île du Canada et la seconde île la plus peuplée de ce pays après l'île fluviale de Montréal. Elle est séparée du continent à l'est par une succession de détroits, d'ouest en est, le détroit de la Reine-Charlotte, le très étroit détroit de Johnstone, le détroit de Géorgie, vaste plan d'eau qui abrite, côté continental, la ville de Vancouver et enfin au sud, ouvrant sur l'océan, le détroit de Juan de Fuca qui sépare l'île de l'État américain de Washington. Tous ces détroits font partie des eaux côtières de l'Alaska du Sud-Est et de la Colombie-Britannique, un toponyme qui désigne un espace maritime aussi connu sous le nom de Passage Intérieur. L'ouest de l'île est ouvert sur l'océan Pacifique.
La côte ouest bénéficie d'une pluviométrie exceptionnelle et abrite une imposante forêt tempérée humide. Sur sa côte sud-ouest, le Sentier de la Côte-Ouest est un sentier de randonnée de 75 km de long, traversant la réserve de parc national Pacific Rim.
Une base navale britannique fut établie à Esquimalt en 1865, et fut donnée par la suite aux Canadiens. C’est la base navale de l'océan Pacifique de la Marine royale canadienne et sa seconde plus grande base après Halifax en Nouvelle-Écosse.
En 2002, la population est estimée à 750 000 habitants dont presque la moitié habite dans l'agglomération de Victoria, dans le sud de l'île qui est également une capitale provinciale. Nanaimo, Port Alberni, Parksville, Courtenay et Campbell River comptent parmi les autres villes notables.

## Écosystèmes

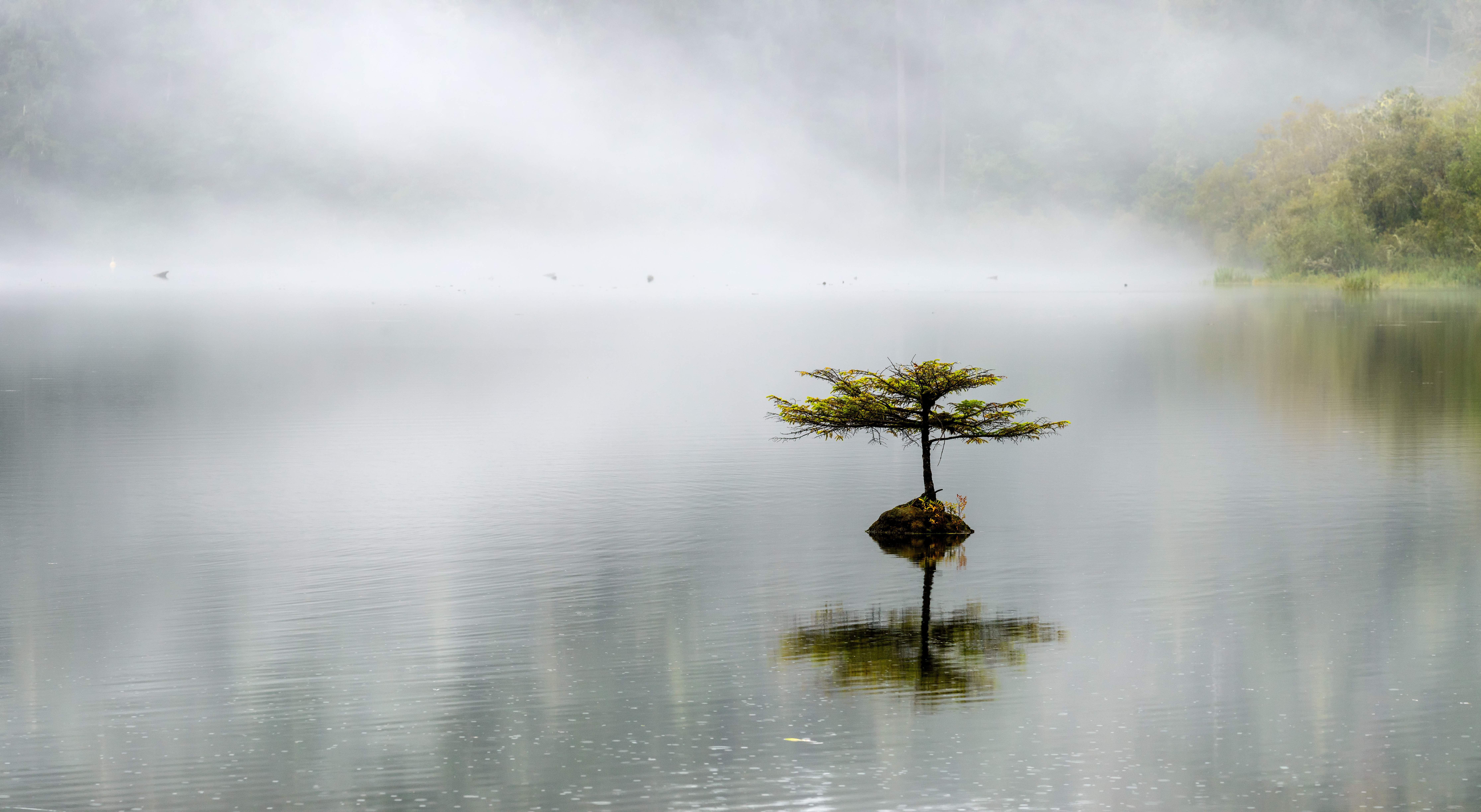
Un arbre, un écosystème, sur le lac Fairy dans l'île de Vancouver. Septembre 2018.

Selon le système de classification des écosystèmes du ministère de l'Environnement de Colombie-Britannique, l'île de Vancouver est entièrement située dans l'écodomaine « tempéré humide »  (Humid Temperate) et dans l'écodivision « maritime humide et terres élevées » (Humid Maritime and Highlands). Les parties ouest et nord sont incluses dans l'écoprovince « côtes et montagnes » (Coast and Mountains), tandis que les parties est et sud font partie de l'écoprovince « dépression de Géorgie » (Georgia Depression).
En termes de zones bio-géoclimatiques, la plus grande partie de l'île est rattachée à la zone côtière de la pruche de l'ouest (Coastal Western Hemlock), la bande littorale sud-est est rattachée à la zone côtière du sapin de Douglas (Coastal Douglas-fir Zone), les parties montagneuses de l'île sont rattachées à la zone montagneuse de la pruche (Mountain Hemlock Zone) et à la zone de toundra alpine (Alpine Tundra Zone).
L'exploitation forestière a ravagé la forêt primaire de l'île. Plus 90 % des arbres géants de plus de 300 ans ont été abattus. Figure emblématique de cette destruction, un sapin de Douglas, appelé Big Lonely Doug, âgé de plus de 1 000 ans et haut de 70 m, subsiste seul au milieu des zones déboisées en 2016.

## Tremblements de terre

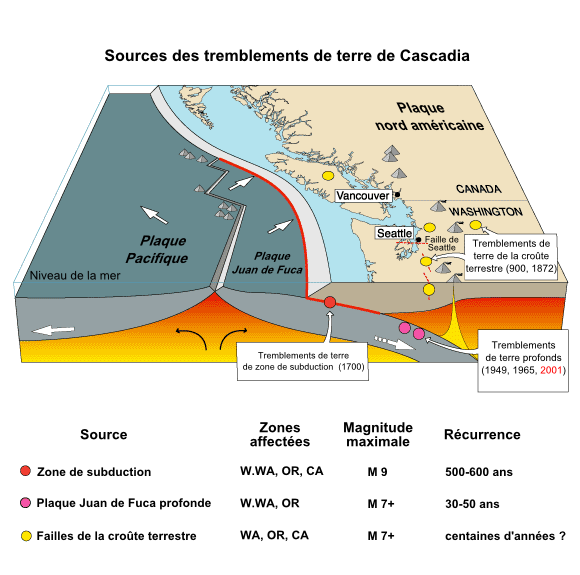
Origines des tremblements de terre de la région.

Située non loin de la zone de subduction de Cascadia, où la plaque Juan de Fuca s'enfonce sous la plaque nord-américaine, au large de l'île, l'île de Vancouver, comme la région environnante, a connu plusieurs épisodes sismiques d'importance dans son histoire. Parmi ceux qui se sont produits à proximité de l'île :
- 1700 : magnitude supposée 8,7 à 9,2, tremblement de terre de Cascadia accompagné d'un puissant tsunami
- 1872 : magnitude 7,4 à la frontière entre l'État de Washington et la Colombie-Britannique
- 1918 : magnitude de 6,9 dommages mineurs sont enregistrés près d’Estevan Point
- 1946 : magnitude de  7,3 dommages sur la côte est de l'île et un mort par noyade
- 1976 : magnitude de 6,7 à l'ouest de l'île
- 1980 : magnitude de 6,9 à l'ouest de l'île
- 9 septembre 2011 : magnitude de 6,7
- 27 octobre 2012 : magnitude de 7,7 dans la région de Haïda Gwaïi il a été ressenti dans une grande partie du nord-centre.

## Histoire
Elle est peuplée par des humains depuis environ huit mille ans. À la fin du XVIIIe siècle les Européens ont commencé à s’y intéresser. Il y avait alors des populations d’Amérindiens : les Nuu-chah-nulth (Nootka) sur la côte ouest, les Salish dans le sud et sur la côte est, et les Kwakiutl dans le centre et au nord.
Lorsque l’Espagne apprit que des pêcheurs et négociants russes approchaient, elle envoya en 1774 un navire au nord, le Santiago, sous le commandement de Juan José Pérez Hernández puis un autre l’année suivante commandé par Juan Francisco de la Bodega y Quadra mais personne ne débarqua.

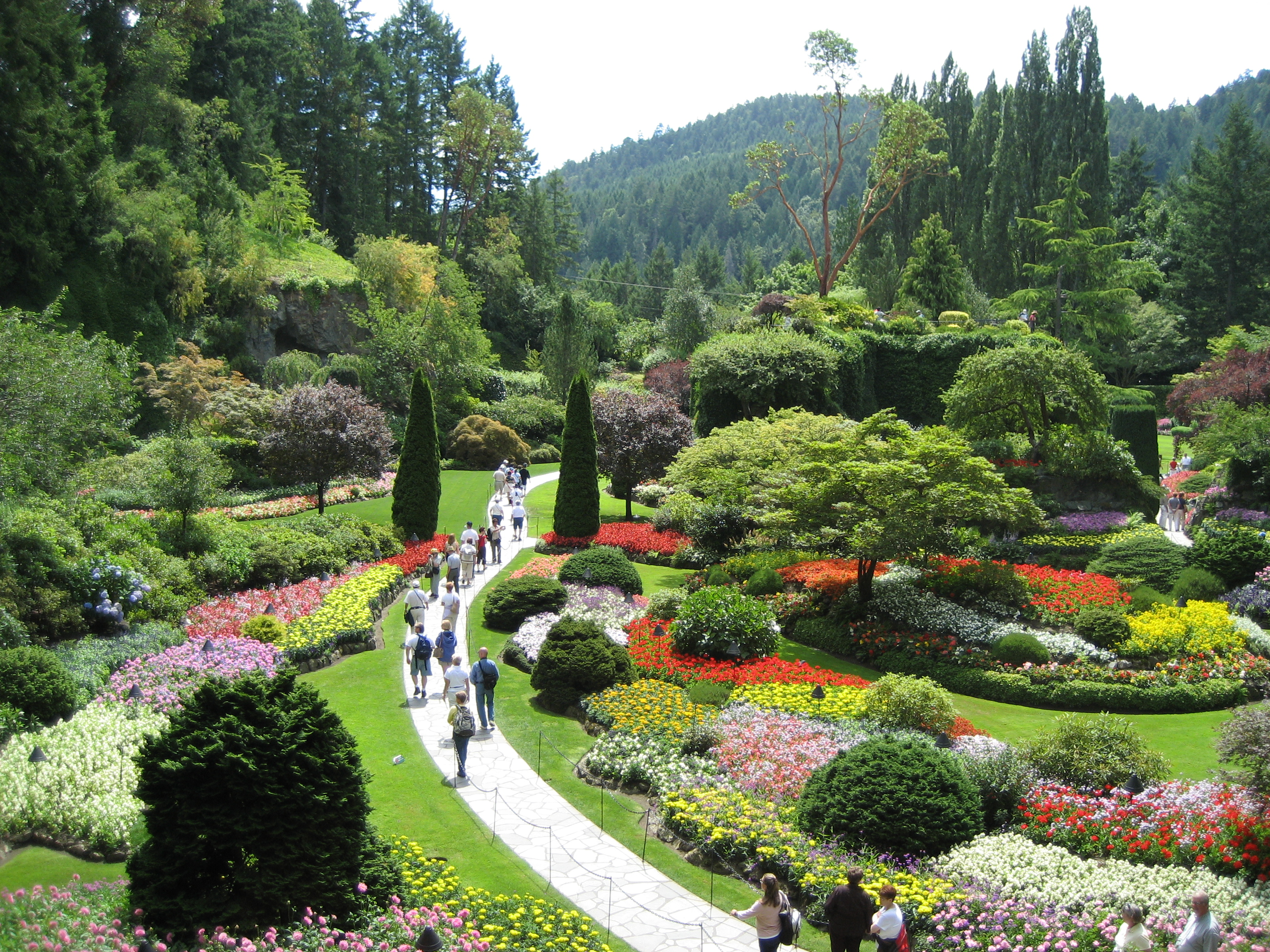
Butchart Gardens.

Au cours de son troisième voyage, le capitaine James Cook envoya une expédition dans la baie de Nootka le 31 mars 1778 et la déclara appartenir au Royaume-Uni. La traite des fourrures amena la Compagnie des Indes occidentales britannique à installer un poste dans le village amérindien de Yuquot sur l’île Nootka.
L'île fut explorée en 1789 par le capitaine espagnol Esteban José Martínez, qui construisit Fort San Miguel près de Yuquot. Ce sera le seul point d’installation de l’Espagne dans ce qui sera le Canada. Les Espagnols commencèrent à capturer des vaisseaux britanniques, ce qui approcha les deux nations de la guerre. Mais la dispute fut résolue pacifiquement en faveur de la Grande-Bretagne avec la convention de Nootka de 1792. La prise de contrôle de l'île fut réalisée par le capitaine britannique George Vancouver et dont l'île tire son nom. Ce dernier avait déjà navigué comme matelot avec Cook dans la région.
La première colonie britannique fut pour la Compagnie de la Baie d'Hudson, le fort Camosun fondé en 1843, renommé le Fort Victoria peu après. La colonie de l'île de Vancouver fut fondée en 1848 et fut rattaché à la colonie de la Colombie-Britannique en 1866. Victoria devint un centre important lors de la ruée vers l'or du Fraser en 1858, et la ville champignon fut incorporée comme Victoria en 1862. La capitale de la colonie de l'île de Vancouver, Victoria garda ce statut quand les deux colonies furent réunies. L' Alberni Indian Residential School  était une école de la ville de Port Alberni de 1891 à 1973.
En 2003, un ancien ministre du gouvernement provincial, Samuel Bawlf, publia un livre dont la thèse est que l'explorateur anglais Francis Drake aurait navigué les eaux de la Colombie-Britannique jusqu'en Alaska au cours de son voyage de circumnavigation. Selon Bawlf, la Nouvelle-Albion, contrée découverte par Drake et que les historiens placèrent en Californie, était de fait l'île de Vancouver. Selon Bawlf, les Anglais auraient supprimé les détails de ce voyage dans le nord-ouest pour ne pas donner aux Espagnols des informations sur les recherches des Anglais pour le passage du Nord-Ouest. Bawlf donne comme argument, entre autres, une carte dessinée pour Henri de Navarre, « carte vouee et corige par le dict siegneur drack », qui montre le trajet de la navigation vers le 50e degré de latitude avec une démarche dans une île située sur la côte ouest du continent américain.
En 2013, en réponse à la redistribution des circonscriptions électorales fédérales, deux groupes séparatistes ont émergé pour faire de l'île de Vancouver son propre pays ou province,, l'île de Vancouver étant la plus peuplée des trois provinces et des trois territoires de Colombie-Britannique. Ils espèrent déplacer l'assemblée législative de la Colombie-Britannique vers une autre ville, faire de l'île de Vancouver sa propre province et battre le pavillon de la colonie de l'île de Vancouver d'ici 2021. Le Parti de l'île de Vancouver (en) propose un référendum en 2021 pour les résidents de l'île de Vancouver afin de statuer sur la question.

## Économie
L'économie de l'île repose principalement sur la sylviculture, surtout dans le nord. 
Le tourisme et la pêche tiennent aussi un rôle important.

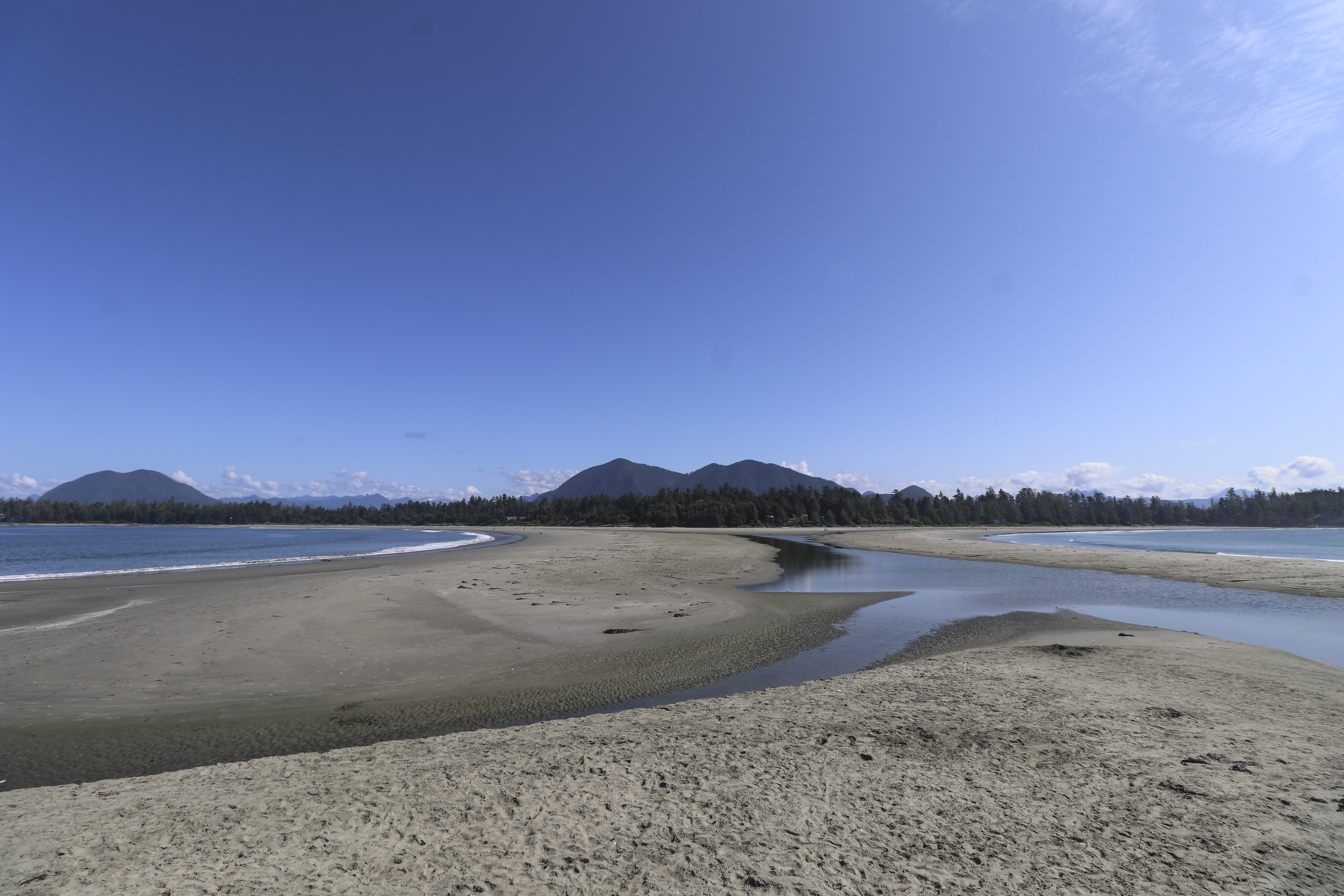
Long beach -Tofino.